# 逆噴射家族
『逆噴射家族』（ぎゃくふんしゃかぞく）は、1984年6月23日に公開された日本映画。監督は石井聰亙。家庭を舞台にした戦争映画と注目を受けた。原案・脚本は漫画家の小林よしのり。

## ストーリー
小林家(父・勝国、妻・冴子、長男・正樹、長女・エリカ)の4人は、都会の団地住まいから郊外の一戸建ての新居に引っ越せたことを喜ぶ。勝国は、自身以外の3人がかかっている現代病が治ってくれることを期待して、入居直後に家族の一員になったペットの犬と共に新生活を始める。家族はみな勝手気ままだったがそれなりに幸せな生活を手に入れる。だが、郷里から勝国の父・寿国が舞い込んできてから、家の中がギクシャクしはじめる。
勝国たちはてっきり寿国が1泊2日で帰るものだと思っていたが、彼が郷里で同居していた兄家族と折り合いが悪くなり追い出されたことを知る。行く当てのない寿国と、同居に否定的な冴子たちとの間で板挟みになった勝国は、寿国の部屋を作ると宣言して茶の間の床を剥がして穴を掘り出す。家族たちを呆然とさせたその夜、勝国は正樹とエリカの部屋を訪れるが、息子は集中力を高めるために怪しげな行動を取り、娘は邪魔になるからと一緒に寝ていた冴子を廊下で寝かせるのを目の当たりにする。
家族3人の病気が悪化したと感じた勝国は、家族の健康のために一刻の猶予もなくなったと危機感を募らせ、翌朝会社を早退してエンジンの付いた穴掘り機を購入する。帰宅した勝国は家族の制止も聞かずに穴掘りを再開し、寿国の応援のもとみるみる内に茶の間は工事現場と化し、翌日から会社を無断欠勤して作業を続ける。それに比例して子供たちはますます自分の世界に没入し、寿国の応援は加熱し、冴子は作業を中止させるために色仕掛けで迫るなど、それぞれの心に眠っていた狂気が暴走する。
3日間休んだ後冴子に頼まれて会社に出勤する勝国だったが、前日に床下から出たシロアリが気になり再び無断早退して駆除剤を購入して帰宅する。作業を再開した勝国は掘削機械で誤って水道管を破裂させて水を溢れさせたため、冴子は離婚しようとし、エリカは自殺未遂、騒ぎに興奮した正樹は意識を失い家は大混乱。勝国はせっかく新居を購入して家族のために頑張ってきたのに、とうとう家族の病気が手の施しようがない状態になったとショックを受ける。何とか落ち着きを取り戻す勝国以外の4人だったが、勝国は玄関の表札をじっと見つめた後玄関の内側から板を打ち付ける。
深夜、勝国は眠っていた家族を食卓に呼び寄せ、眠気覚ましのコーヒーと言ってシロアリ駆除剤の入ったコーヒーで一家心中をしようとする。コーヒーの異変に気づいた家族から問い詰められた勝国は、家族が病気にかかっていることを告げると寿国から「病気なのは勝国の方だ！！！」と言われる。このことが発端となり5人は、お互いの批判からケンカに発展し一旦別れて闘う準備を整え、生き残りをかけたサバイバルバトルが始まる。空が白み始める頃、小林家の家の中で繰り広げられたバトルは、勝国が起こした火に引火したガス爆発によりようやく終わりを告げる。

## スタッフ
- 監督：石井聰亙
- 原案：小林よしのり
- 脚本：石井聰亙・小林よしのり・神波史男
- 企画：宮坂進・多賀祥介
- 製作：長谷川和彦・山根豊次・佐々木史朗
- プロデューサー：高橋伴明
- 音楽：1984（ルースターズの別ユニット）
- 宣伝歌：ひとし＆カツヤ「逆噴射・家族借景」（キャニオンレコード）
- 撮影：田村正毅
- 美術：細石照美
- 照明：佐藤譲
- 音声：福田伸（福島音響）
- 効果：福島音響
- 編集：菊池純一
- 助監督：米原秀範
- 撮影助手：笠松則通、片岡幹貴、石井勲
- 第二撮影：篠田昇、石井浩一
- 操演：リバティーハウス
- 特殊造型美術：林田裕至
- 技斗：西本良治郎（ジャパン・アクション・クラブ）
- 現像：東映化学
- 製作：ディレクターズ・カンパニー、国際放映、日本アート・シアター・ギルド
- 配給：日本アート・シアター・ギルド

## キャスト
小林勝国
演 - 小林克也
小林家の大黒柱。長年の夢だった夢のマイホームを長期ローンで購入。非常に家族想いであり「家族の幸せが自分の生きがい」との考えに基づいて日々の生活を送る。家族には寛容的な態度で接するが、自身は小心で真面目で繊細な性格。ただし、猪突猛進的な所があり、物事に夢中になると周りが見えなくなるという欠点がある。子供たちに頭ごなしに怒ることはなく、のびのびと本人がやりたいようにさせている。日記を書くことと自宅でする健康器具を使った運動が日課。サバイバル時の武器は、穴掘りに使った電動器具やゴルフクラブ。
小林冴子
演 - 倍賞美津子
勝国の妻。専業主婦。普段からひょうきんでとにかく社交的な性格だがお調子者で周りに乗せられやすく、作中では自宅に遊びに来た客たちの前でストリップの真似をするシーンがある。自宅の室内で様々な植物を育てており、人に話しかけるように愛情を持って接している。料理はあまり得意ではなく、料理に関して言えば勝国の方が上手く作れる。サバイバル時の武器は、包丁や台所用品で作った防具。
小林正樹
演 - 有薗芳記
小林家の長男。一浪中の浪人生。大学進学を目指し自分の部屋で黙々と受験勉強に勤しむ。他の家族に比べると大人しい性格だが、受験生なので周りの音がうるさくなると「集中できない」と文句を言いに行く。引っ越し直後に出会った茶色い小型犬に『犬麻呂(いぬまろ)』と名付けて飼い始め、散歩するようになる。自室での勉強中や犬麻呂の散歩中でもほとんどの時間で英語の暗記用カセットテープなどを聞きながら過ごしている。サバイバル時の武器は、金属バットや手作りの防具。
小林エリカ
演 - 工藤夕貴
小林家の長女。13歳の中学生。一人称は『エリカ』で、甘えたような話し方が特徴。おしゃべり好きで目立ちたがり屋で少々騒がしい性格。引っ越したことで初めて自分だけの部屋ができたことを喜ぶ。将来の夢は、歌手か女子プロレスラーで迷っている状態で、自室で歌や演技の練習及び体力作りやプロレスの技の練習をしている。そのため自室の壁には、大好きな(本編公開当時の)女性アイドルとクラッシュギャルズの写真やポスターが所狭しと飾られている。苦手なものは、お線香の匂い。サバイバル時の武器は、プロレスファンとして鍛えた自身の体。
小林寿国（ひさくに）
演 - 植木等
勝国の父。福岡に住む勝国の兄家族との同居を解消して勝国の家にやって来る。博多弁で話す。孫の正樹とエリカを可愛がっている。元気だが自由奔放な性格のせいで、周りを振り回すことがある。誰かが大胆な行動を取ったり大きな決断をするのが好きでそういうのを目の当たりにすると「立派や！グッドアイディアや！」などと褒め称える。サバイバル時は、福岡から持参した軍服と軍刀を用いて元日本兵として培った闘い方で挑む。

## 製作経緯

### 企画
1982年の『爆裂都市 BURST CITY』を石井が撮り終えた直後に、小林よしのりと「ディレクターズ・カンパニーを一緒にやらないか」と石井を誘った長谷川和彦、ATG代表・佐々木史朗との4人の話し合いで企画が始まった。ディレクターズ・カンパニー製作では1984年4月に公開された池田敏春監督『人魚伝説』に続く本格的劇映画第二弾となる。

### タイトル
逆噴射家族というタイトルは、この映画の公開された2年前に起きた「日本航空羽田沖墜落事故」に由来する。この事故の原因が、統合失調症の機長による逆噴射機構の作動によるものであり、その単語がその後世間に広まり、一時期流行したことに起因する。

### 脚本
『爆裂都市 BURST CITY』の後、次は登場人物を少なくし、場所が限定されている映画をと石井聰互と小林よしのりで原型を作り脚本作りを始め、長谷川和彦が脚本を直していたが、長谷川が人身事故で交通刑務所に服役することになったため「自分の代わりにプロのライターを」と神波史男に頼み、この段階で高橋伴明がプロデューサーに決まった。ディレクターズ・カンパニーは監督の集まりだが、相互にプロデューサーを担当するという取り決めがあった。神波が脚本を完成させ、長谷川が出所して小林と本を直し、最後に石井が手を入れ決定稿ができた。登場人物は5人だけ、ドラマの舞台はほぼ一軒家だけという設定である。

### キャスティング
主演の小林克也は、劇場公開映画の出演は初めて。他からのオファーもあったが、スケジュールが合わず断っていた。しかし撮影の始まる一年前に石井聰互と小林よしのりから「小林克也さんを想定して書いた本だから」と口説かれ引き受けた。石井から「一見マジメに見えるから、そんな男が逆噴射した時の落差を狙ったんです」と伝えられた。　

### 撮影
石井のそれまでの映画は脚本が未完成のまま撮影に入り、どう壊すかをテーマに撮影したが、今回は脚本が緻密にできていてやりにくかったという。

### 撮影期間
1984年1月21日～3月3日（40日）。
スタジオ・国際放映（38日）。
ロケ・千葉県浦安市

## 評価
トクマコミックス「風雲わなげ野郎」2巻（1984年5月5日初版）p.80によると「小林よしのりが漫画化しよーとしたが、バカでアホでノータリンのクソッタレ編集者のブタどもが、主人公が『親父』とゆーのは読者の感情移入がしにくいとゆークソつまらん理由で、やらしてくれなかった」「石井聰互なら殺気のあるスゴイ作品にしてくれるものと思う。どえらく笑えて、ぞっとする映画になるはずなので、ぜひ観てほしい」。

## その他
内容がオリジナルとは異なる、タイトルのみのパロディ作品が複数存在する。
- アメリカ映画「ブーイングコメディ ギャグ噴射家族 (原題：When Nature Calls)」（1985)
- 香港映画「逆噴射おもしろ家族 宝くじには御用心 (原題：富貴逼人)」(1987)
- AV作品「痴女噴射家族」堀口奈津美主演 (2008)

## 関連映画
- 家族ゲーム
- ピンク・フラミンゴ
- ホームドラマ
- アメリカン・ビューティー